# سورويية (دشتاب)
سوروییة (بالفارسية: سوروییه) هي قرية تقع في إيران في قسم دشتاب الريفي. يقدر عدد سكانها بـ 81 نسمة .